# مریم اسلامی
مریم اسلامی پزشک، پژوهشگر و مخترع ایرانی در حوزه ژنتیک پزشکی است که با ثبت اختراعات متعدد، دریافت جوایز بین‌المللی و فعالیت در حوزه مشاوره ژنتیک، به عنوان یکی از چهره‌های برجستهٔ علمی ایران شناخته می‌شود.
او دارای تخصص ژنتیک بالینی است و دوره فلوشیپ فوق‌تخصصی خود را در دانشگاه هاروارد گذرانده است. دکتر اسلامی همچنین به عنوان یکی از اعضای رسمی انجمن مشاوره ژنتیک ایالات متحده آمریکا شناخته می‌شود. او رئیس دانشکده بین‌الملل دانشگاه آزاد علوم پزشکی تهران (IAUTMS) و از اعضای بنیاد ملی نخبگان است.

## اختراعات
مریم اسلامی تاکنون چندین اختراع ملی و بین‌المللی را در زمینه‌های پزشکی بازساختی، مهندسی بافت، ژن‌درمانی، و ارتوپدی هوشمند به ثبت رسانده است. مهم‌ترین و شناخته‌شده‌ترین اختراع وی، اکسترنال فیکساتور هوشمند با کنترل الکترونیکی است که با هدف اصلاح دفورمیتی‌های استخوانی، تصحیح ناهنجاری‌های اندام‌ها، و تسریع روند جوش‌خوردگی شکستگی‌ها طراحی شده است. این دستگاه در سال ۱۳۸۷ (۲۰۰۸ میلادی) موفق به دریافت مدال طلا از سازمان جهانی مالکیت فکری (WIPO) و مدال نقره نمایشگاه بین‌المللی اختراعات کرواسی (INOVA) شد.همچنین این اختراع، مدال تسلا را از آکادمی اختراعات کرواسی دریافت کرد.
او همچنین مخترع داربست دریچه قلب و داربست بیولوژیک بازسازی پوست است که در درمان زخم‌های شدید، سوختگی‌های درجه سه، و جراحی‌های پیوند پوست کاربرد دارد. این اختراع در ایران و چند کشور دیگر به ثبت رسیده و در حال طی مراحل صنعتی‌سازی و تجاری‌سازی است.
از دیگر اختراعات مریم اسلامی می‌توان به کیت ژنتیکی تشخیص بیماری‌های متابولیک ارثی در نوزادان، و میکروپمپ هوشمند تزریق داروی ژنی به بافت هدف اشاره کرد. این طرح‌ها در مراحل آزمایشگاهی و پتنت‌گذاری قرار دارند و مورد حمایت بنیاد ملی نخبگان قرار گرفته‌اند. بر اساس پایگاه رسمی مالکیت فکری ایران، چند مورد از اختراعات ثبت‌شده به نام وی، در قالب ثبت اختراع داخلی و همچنین درخواست‌های ثبت بین‌المللی (PCT) منتشر شده‌اند.مریم اسلامی تنها مخترعی است که دو مدال پیاپی از سازمان جهانی مالکیت‌های فکری ملل متحد دریافت کرده است.

## آثار و پژوهش‌ها
آثار علمی مریم اسلامی در قالب مقالات پژوهشی، پروژه‌های بین‌المللی، سخنرانی‌های علمی و پایان‌نامه‌های راهنمایی‌شده در سطح ملی و بین‌المللی منتشر شده‌اند. او تاکنون بیش از ۴۰ مقاله علمی پژوهشی در حوزه‌هایی مانند ژن‌درمانی، نانوژنتیک، سلول‌های بنیادی، بیماری‌های ارثی و پزشکی بازساختی منتشر کرده است. بسیاری از این مقالات در ژورنال‌های نمایه‌شده در پاپ‌مد، اسکوپوس و مؤسسه اطلاعات علمی به چاپ رسیده‌اند.

## افتخارات
- عضو مرکز بین‌المللی پزشکی فرد محور دوسلدورف آلمان و همکار آموزشی پژوهشی درمانی مرکز در ایران
- عضو انجمن مشاوره ژنتیک آمریکا
- مجری پایان‌نامه دکتری تخصصی در دانشگاه هارواردآمریکا
- رئیس کنگره بین‌المللی بیماری‌های دریچه قلب ۲۰۱۶ و سخنران کلیدی دانشگاه کمبریج انگلستان
- مدیر اجرایی و سخنران کلیدی سمپوزیوم و مدرسه تابستانی ۲۰۱۹ پزشکی فردمحور مرکز بین‌المللی پزشکی فردمحور دوسلدورف آلمان آکادمی و انجمن سلولهای بنیادی آلمان در دانشگاه کلن
- مدال طلا و کسب مقام عالی‌ترین اختراع و بهترین زن مخترع سال ۲۰۰۸ از طرف سازمان جهانی مالکیت معنوی سازمان ملل متحد (WIPO)
- دریافت کننده عنوان زن نخبه و برگزیده سال و نشان نوآوری و شکوفایی از مقام عالی ریاست جمهوری اسلامی ایران
- اختراع و ثبت وسیله ای جهت ترمیم و جراحی بیماری‌های استخوانی آرنج (Olecranon)
- جایزه ویژه، مدال و نشان تسلا و دیپلم افتخار از کشور مولداوی (در سی و ششمین دوره مسابقات و نمایشگاه بین‌المللی ۲۰۰۸ ژنو)
- جایزه ویژه، مدال و نشان تسلا و دیپلم افتخار از کشور صربستان، در اولین دوره مسابقات و نمایشگاه بین‌المللی زنان مخترع در کره جنوبی